# Papyrus grecs magiques

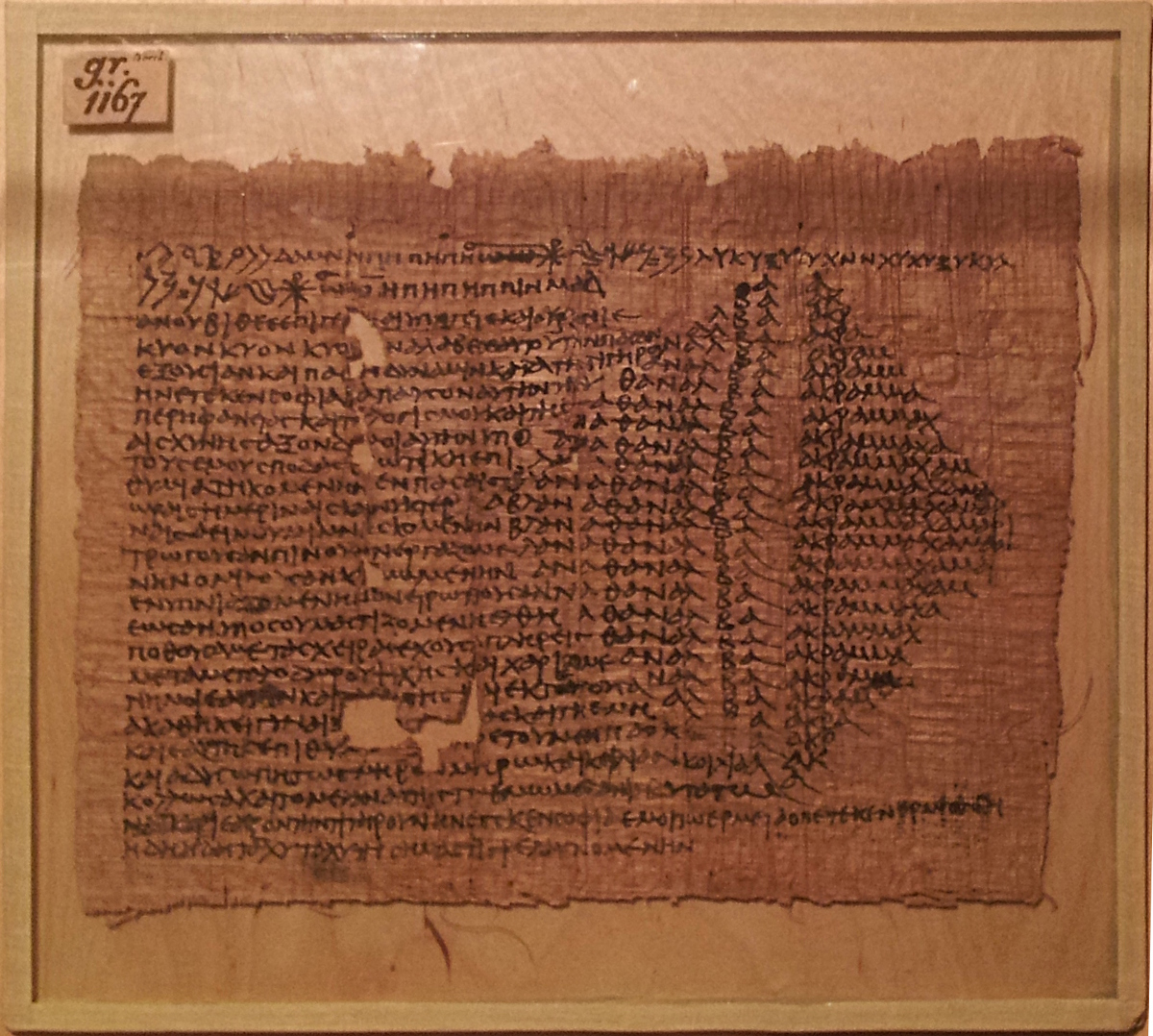
Charme d'amour commandité par Hermeias, qui demande au dieu Anubis de lui donner les faveurs de Titérous, fille de Sophia.
(BNUS inv. 1167)

Les papyrus grecs magiques, appelés dans les éditions savantes Papyri Graecae Magicae (PGM), est le nom conventionnel donné à un groupe de manuscrits découverts en Égypte et datant de la fin de l'époque ptolémaïque à l'époque de la domination romaine et couvrant une période du IIe siècle avant notre ère au Ve siècle.
Leur nom provient du fait qu'ils contiennent des paroles, des formules et des rituels qualifiés de magiques.
Ces manuscrits ont commencé à être familiers au monde savant dès le XVIIIe siècle quand ils sont apparus sur le marché des antiquités.
Un des plus importants de ces manuscrits et le plus élaboré est celui qui est connu sous le nom de Liturgie de Mithra.

## Pensée religieuse des premiers siècles en Égypte
Ces manuscrits témoignent d'une pensée religieuse faite de syncrétisme et montrent un lent passage du paganisme au christianisme ; on y trouve un mélange des religions hellénique, égyptienne, hébraïque, babylonienne souvent sous un vernis chrétien, témoignant des idées circulant en ce carrefour de civilisations qu'était alors la vallée du Nil. On y trouve aussi un essai de syncrétisme entre dieux grecs et égyptiens.